# كنكاج
الكِنكَاج أو دُبّ العسل (الاسم العلمي: Potos flavus) (بالإنجليزية: kinkajou)‏ هو نوع من الثدييات يتبع جنس الكنكاج من فصيلة الراتونيات. موطنه أمريكة الوسطى يعيش في غابات مناطقها الاستوائية. يستعمل ذنبه كالقردة للانتقال من غصن إلى غصن ومن شجرة إلى أخرى.